# Щебри
Щебри́ — село в Україні, у Глухівській міській громаді Шосткинського району Сумської області. Населення становить 166 осіб. До 2020 орган місцевого самоврядування — Дунаєцька сільська рада.

## Географія
Село Щебри розташоване на правому березі річки Ракита, у місці де в неї впадає річка Вербівка. Вище за течією на відстані 2 км розташоване село Обложки, нижче за течією на відстані 2 км розташоване село Полошки.

## Історія
Неподалік від села збереглись залишки давньоруського городища ХІ — ХІІІ століття.
12 червня 2020 року, відповідно до розпорядження Кабінету Міністрів України № 723-р «Про визначення адміністративних центрів та затвердження територій територіальних громад Сумської області», село увійшло до складу Глухівської міської громади.
19 липня 2020 року, в результаті адміністративно-територіальної реформи та ліквідації Глухівського району, село увійшло до складу новоутвореного Шосткинського району.

## Відомі люди
- Лиман Федір Миколайович — математик, доктор фізико-математичних наук, професор.